# الوطئة (ذي السفال)

تعديل مصدري - تعديل

الوطئة هي إحدى قرى عزلة حبير بمديرية ذي السفال التابعة لمحافظة إب، بلغ تعداد سكانها 144 نسمة حسب تعداد اليمن لعام 2004.